# Ера Водолія
Ера Водолія, або епоха Водолія (англ. Age of Aquarius) — астрологічна концепція, що лежить в основі уявлень культури нью-ейдж про те, що на зміну ері Риб (асоційованої з християнством) приходить нова епоха, в якій будуть панувати вчення, які представляють собою синтез різних віровчень і сучасних наукових досягнень.

## Термінологія
Точний час виникнення терміна визначити проблематично. Відомо, що в 1908 році американський езотерик Леві Х. Доулінг видав книгу «The Aquarian Gospel of the Christ Jesus: The Philosophic and Practical Basis of the Religion of the Aquarian Age of the World and of the Church Universal»
Подальша популяризація терміна пов'язана з Алісою Бейлі, яка використовувала терміни «Ера Водолія» і «Нью-Ейдж» (буквально «Нова ера») як синоніми.
У 1923 році німецький містик Перит Шоу проголосив курс на підготовку до завершення чергового космічного циклу і вступу в «Епоху Водолія», що, на його думку, було пов'язано з циклом обертання планетарних систем навколо невидимого космічного центру, який він ототожнював з Чорним сонцем[сторінка?].
Слід однак зауважити, що в даний час Нью-Ейдж стало духовною традицією, що включає в себе ідеї, які можуть бути і не пов'язані з настанням ери Водолія.

## Астрологічне обґрунтування
Часовий період, протягом якого точка весняного рівнодення перебуває в одному і тому ж знаку зодіаку, в астрології називається астрологічної ерою. Зміна астрологічних ер пов'язана з явищем прецесії земної осі, що викликає повільне зміщення точки весняного рівнодення проти руху Сонця по екліптиці зі швидкістю 50,3708" в рік, 0,01397° за рік або 1° за 71,6 року.
В силу того що прецесія повільно, але безперервно зміщує точку весняного рівнодення, тобто початок тропічного зодіаку, в рамках руху Нью-ейдж виникла ідея розглянути рух точки ♈ за сидеричним зодіаком. Оскільки повне коло прецесії відбувається за 25 776 років, 1/12 цього циклу дорівнює 2148 років. Отже, якщо вважати, що 0°♈ двох зодіаків розійшлися в кінці I тисячоліття до н. е., виходить, що два тисячоліття точка весняного рівнодення переміщалася по сидеричному знаку Риб і на початку III тисячоліття повинна вступити в сидеричний Водолій.

## Сучасна культура
Популярним у масовій свідомості термін «Ера Водолія» став після виходу бродвейського мюзиклу «Волосся», на початку якого хор хіпі виконує своєрідний гімн руху — «Aquarius». Лірика пісні виражає квінтесенцію сприйняття даної концепції:

When the moon is in the seventh house

And Jupiter aligns with Mars

Then peace will guide the planets

And love will steer the stars

This is the dawning of the age of Aquarius

The age of Aquarius, Aquarius

Harmony and understanding

Sympathy and trust abounding

No more falsehoods or derisions

Golden living dreams of visions

Mystic crystal revelation

And the minds true liberation

Настанню Ери Водолія присвячена композиція Darkside of Aquarius британського хеві-метал виконавця Брюса Дікінсона. А також присвячено однойменний альбом фінської симфо-блек метал групи Gloomy Grim.